# Marc Naalden
Marc Naalden (Roosendaal, 1968) is een Nederlandse professionele pokerspeler. Hij won tijdens de World Series of Poker 2009 op zondag 21 juni het $2.000 Limit Hold 'em-toernooi, goed voor een hoofdprijs van $190.700 Amerikaanse dollars en een golden bracelet-trofee. Naalden werd daarmee de tweede Nederlander ooit die een WSOP-toernooi won, na Rob Hollink tijdens de WSOP 2008.
Naalden - bijgenaamd Needleking - is econoom en voormalig optie-handelaar. Hij liet tijdens zijn toernooizege op de WSOP 2009 in drie dagen 446 tegenstanders achter zich. Een week later won hij bijna meteen een tweede WSOP-bracelet, toen hij tot de laatste twee in het Limit Hold’em Shootout-toernooi doordrong. De toernooizege ging ditmaal naar zijn laatste opponent Greg Mueller, die daardoor zíjn tweede bracelet van 2009 (en in totaal) won. Als troost mocht Naalden wel $120.614 ophalen voor zijn tweede plaats.
Op de WSOP 2006 werd Naalden al eens derde, toen in het $1500 No Limit Hold 'em-toernooi.
Tot aan juni 2015 heeft hij meer dan $1.300.000 gewonnen in live-toernooien.

## Toernooizeges
- World Series of Poker 2009: $2.000 Limit Hold 'em ($190.700)
- Master Classics of Poker 2007 - Evenement 3: €1,000 No Limit Hold'em (€160.640)
- Open Belgisch Kampioenschap 2007 (€59,670)
- Nederlands Kampioenschap Heads-Up.

## WSOP
| Jaar                       | Toernooi             | Prijs      |
| -------------------------- | -------------------- | ---------- |
| World Series of Poker 2009 | 2.000 Limit Hold 'em | $190.700,- |